# Ложнодождевик пятнистый
Ложнодождеви́к пятни́стый, или Склеродерма пятнистая (лат. Scleroderma areolatum) — несъедобный гриб-гастеромицет рода Ложнодождевик семейства Ложнодождевиковые.

## Названия
Научные синонимы: иногда в качестве синонима упоминается Scleroderma lycoperdoides Schwein. 1822.
Биноминальное название Scleroderma areolatum Ehrenb. дано в 1818 г. Х.Г. Эренбергом.
Русские названия: ложнодождевик пантерный, склеродерма леопардовая.
Родовое наименование гриба Scleroderma происходит от греческих слов σκληρός (scleros), твёрдый, жёсткий, и δέρμα (derma), кожа; видовой эпитет areolatum —  от латинского areolatus, разделённый на участки, ареолы.

## Описание
Плодовое тело небольшое, 1—5 см диаметром, шаровидное или перевёрнуто-грушевидное, без ножки или с невыраженной ложной ножкой длиной до 1,5 см, заканчивающейся разветвлённым корневидным выростом из мицелиальных тяжей.
Перидий — 1 мм и менее толщиной, плотный, у молодых грибов —  гладкий, беловатый или кремовый, краснеющий при надавливании, у зрелых грибов —  желтовато-коричневый, покрытый мелкими гладкими буроватыми чешуйками, окруженными валиками (ареолами), что придаёт ему вид «шкуры леопарда»; чешуйки со временем исчезают и поверхность перидия приобретает сетчатый вид. При созревании спор растрескивается сверху, образуя неправильное отверстие.
Глеба сначала беловатая, мясистая, но вскоре становится тёмно-фиолетовой или оливково-коричневой с белыми прожилками, затем приобретает порошистую структуру. Запах сладковатый или невыразительный.
Споры 9—14 мкм в диаметре, тёмно-коричневые, почти шаровидные, с частыми шипами длиной до 1,5—2 мкм, но без сетчатого орнамента. Споровый порошок фиолетово-серый или тёмно-серый.
Цветовые химические реакции: В KOH поверхность тёмно-красная или желтовато-коричневая.

## Экология и распространение
Растёт на почве во влажных хвойных и лиственных лесах, на опушках, образуя микоризу с деревьями; возможно, также сапрофит, так как встречается на открытых светлых местах, в садах, в редкотравье и т.п. Встречается группами, редко одиночно, в конце лета — осенью. Широко распространён в северной умеренной зоне (Европа, Северная Америка); возможно, встречается в южной умеренной зоне.

## Сходные виды
Один из самых мягких ложнодождевиков, отчего его можно спутать со съедобными настоящими дождевиками. Отличается от последних плотной серой или оливково-коричневой глебой, у зрелых грибов долгое время остающейся плотной.
От родственных видов ложнодождевиков, имеющих тонкую чешуйчатую оболочку и черноватую глебу, отличается мелкими размерами плодового тела. Однако наиболее надёжным отличительным признаком служат размер и форма спор гриба — наличие частых шипов и отсутствие сетчатого орнамента.

## Пищевые качества
Несъедобен. В больших количествах может вызвать желудочно-кишечное расстройство.